# Ryan Stiles
Ryan Lee Stiles (nacido el 22 de abril de 1959) es un actor, comediante, director y actor de voz estadounidense-canadiense cuyo trabajo se asocia a menudo con el teatro improvisacional. Es conocido por su trabajo de improvisación y coproducción en las versiones estadounidenses y británicas de Whose Line Is It Anyway?, y por el papel de Lewis Kiniski en The Drew Carey Show. Más adelante, interpretó a Herb Melnick en la serie de la CBS Two and a Half Men.

## Primeros años y carrera
Stiles nació en Seattle, Washington, el más joven de cinco hijos. Su padre, Sonny, era supervisor en una planta pesquera. El nombre de su madre es Irene. Cuando tenía diez años, sus padres, nacidos en Canadá, se mudaron a Richmond, Columbia Británica. A los diecisiete años, dejó la secundaria Richmond Secondary para seguir una carrera de comedia. Trabajó en la planta pesquera de su padre para vivir mientras era comediante en vivo en Punchlines Comedy Club en Vancouver, Columbia Británica, y presentaba un match de improvisación. En 1986, Stiles audicionó en una prueba para un puesto en el popular grupo de comedia de Chicago Second City.

## Trabajo en televisión
En 1989, Stiles había ganado la atención de los productores del programa de comedia de improvisación británica Whose Line Is It Anyway?. Stiles fue seleccionado y trabajó regularmente en el programa hasta 1998, y la rápida producción del programa le permitió hacer numerosas apariciones en películas y en televisión en los Estados Unidos.
En 1995, el actor, presentador y comediante Drew Carey le pidió ser un regular en su comedia The Drew Carey Show. Stiles interpretó en la serie al mejor amigo de Drew, inteligente pero de bajo rendimiento, Lewis Kiniski. La primera línea del personaje de Stiles en el episodio piloto fue: "Y esa es la razón de por qué los franceses no se lavan", la cual había previamente utilizado en un episodio de la versión británica de Whose Line Is It Anyway?

## Vida personal
En 1981, Stiles conoció a Patricia McDonald en Punchlines cuando ella era camarera. Vivieron juntos durante siete años antes de casarse en 1988. Tienen tres hijos: Sam, Mackenzie y Claire. Cuando no trabaja en Hollywood, vive en su hogar en Lake Samish, fuera de Bellingham, Washington, donde ha abierto el teatro Upfront, un teatro pequeño dedicado a la comedia de improvisación en vivo.
Stiles vivió una vez en una casa que era propiedad de Liberace en Sherman Oaks, California, pero la vendió.

## Filmografía
| Año  | Título                 | Papel             | Notas         |
| ---- | ---------------------- | ----------------- | ------------- |
| 1985 | Rainbow War            |                   |               |
| 1991 | Hot Shots!             | 'Mailman' Farnham |               |
| 1993 | Hot Shots! Part Deux   | Rabinowitz        |               |
| 1997 | Courting Courtney      | Chad Gross        |               |
| 2003 | Nobody Knows Anything! | Harold            | No acreditado |
| 2006 | The Extra              | Clyde             |               |
| 2009 | Astro Boy              | Sr. Mustachio     | Voz           |

| Año                          | Título                   | Papel            | Notas                                                                                  |
| ---------------------------- | ------------------------ | ---------------- | -------------------------------------------------------------------------------------- |
| 1990– 2006 - 2013 - presente | Whose Line Is It Anyway? | Él mismo         | Apareció en cada episodio desde 1995, incluyendo cada episodio de la versión de EE.UU. |
| 1995– 2004                   | The Drew Carey Show      | Lewis Kiniski    | Papel principal                                                                        |
| 2004– 2015                   | Two and a Half Men       | Dr. Herb Melnick | Papel como invitado en la temporada 2, y como recurrente desde la temporada 4          |
| 2020                         | Young Sheldon            | Dr. Bowers       | Papel como invitado en la temporada 3                                                  |

| Año  | Título                           | Papel          | Notas                                |
| ---- | -------------------------------- | -------------- | ------------------------------------ |
| 1994 | Nike                             | Jugador        |                                      |
| 1998 | KFC                              | "Famous Actor" | Comercial para Hot 'N' Spicy Chicken |
| 2001 | Kinko's                          | "Kenny"        | Varios                               |
| 2004 | Progressive Automotive Insurance | Él mismo       | Varios                               |
| 2005 | Pizza Hut                        | Desconocido    | Varios                               |
| 2007 | Playskool                        | Desconocido    | Varios                               |